# Iglesia de San Jorge (Staro Nagoričane)
La Iglesia de San Jorge (en macedonio: Црква „Св. Великомаченик Георгиј“, Crkva «Sv. Velikomačenik Georgij»; serbio: Црква Светог Ђорђа, Crkva Svetog Đorđa) es una iglesia ortodoxa macedonia en el pueblo de Staro Nagoričane, cerca de Kumanovo en Macedonia del Norte. Es notable tanto por su arquitectura y sus frescos. Es considerada un ejemplo clave de la herencia cristiana en esta área.
La iglesia fue construida por primera vez en 1071, y reconstruida entre 1313 y 1318 por el rey serbio Esteban Uroš II Milutin. Durante este período de reconstrucción, las paredes de la iglesia fueron pintadas con frescos de Miguel Astrapas y Eutiquio, entre los que destacan las representaciones de Esteban Milutin y su reina, Simonida. El emperador búlgaro, Miguel Shishman, fue enterrado en los muros de esta iglesia después de fallecer en la batalla de Velbazhd, contra del rey serbio Esteban Uroš III Dečanski en 1330.